# آي تاكاهاشي

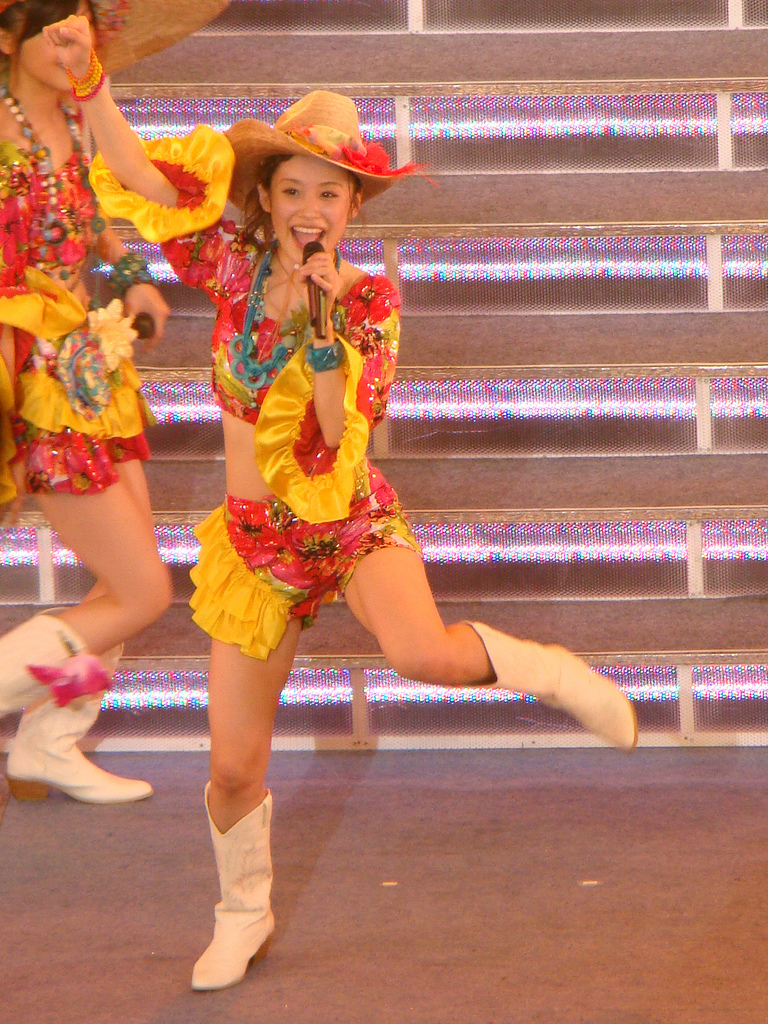
آي تاكاهاشي

آي تاكاهاشي (باليابانية: 高橋愛) هي مغنية بوب يابانية ملقبة بآيرين أو آي تشان.
ولدت بتاريخ 09/14/1986 وولدت في فوكوي. فصيلة دمها A ولونها المفضل هو الأسود وهي من مواليد برج العذراء.
الفرق الأساسية التي شاركت فيها
- morning musume
- Happy 7
- Mini Moni
- 7 Air

## هواياتها
- الباليه التقليدية.
- كتابها المفضل هو سلسلة هاري بوتر.
- فيلمها المفضل المصفوفة The Matrix

## روابط خارجية
- آي تاكاهاشي على موقع IMDb (الإنجليزية)
- آي تاكاهاشي على موقع ميوزك برينز (الإنجليزية)
- آي تاكاهاشي على موقع ديسكوغز (الإنجليزية)